# RKD – Nederlands Instituut voor Kunstgeschiedenis

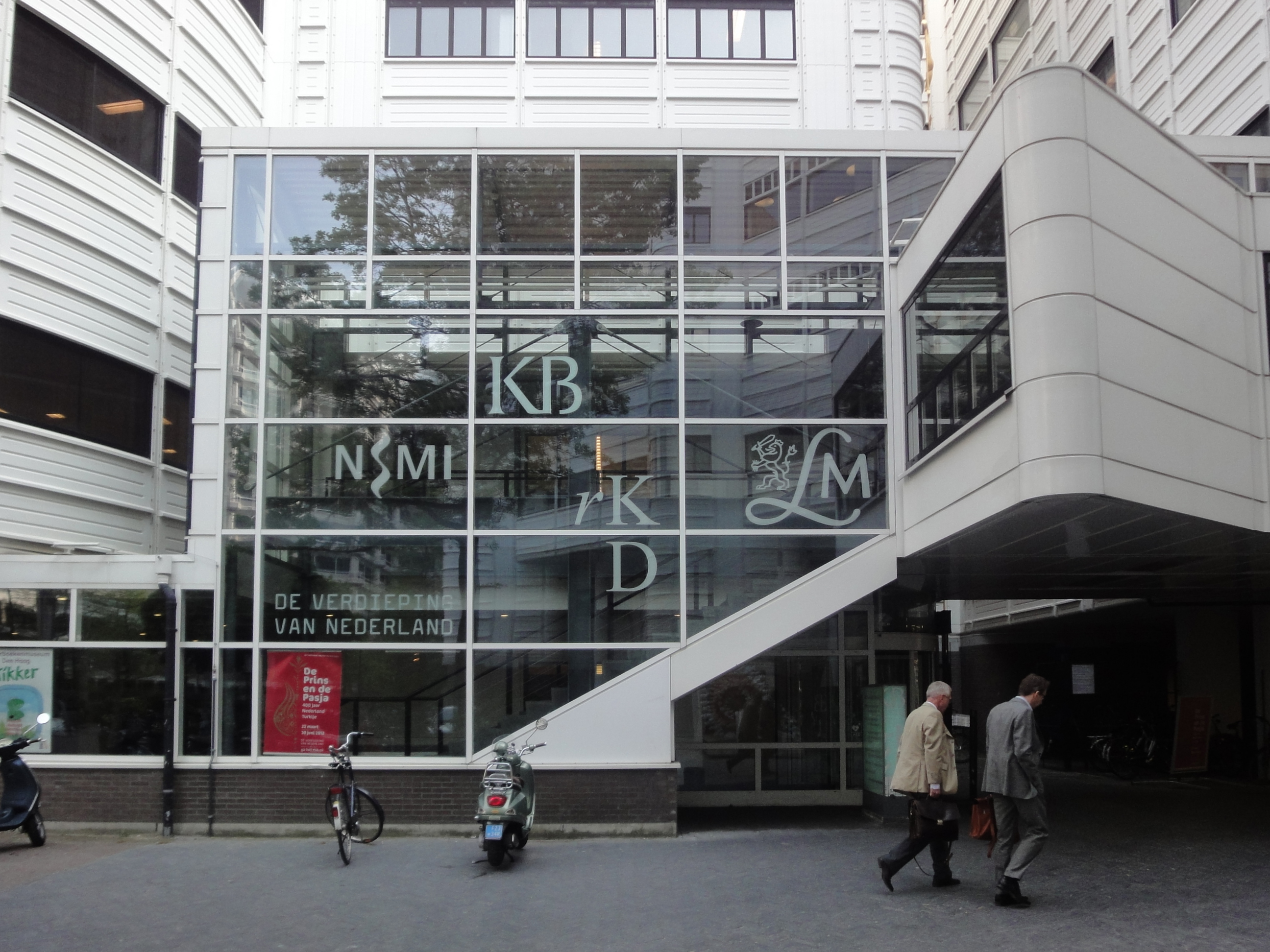
Eingang zur Königlichen Bibliothek und dem RKD

Das RKD – Nederlands Instituut voor Kunstgeschiedenis (deutsch Niederländisches Institut für Kunstgeschichte) gehört weltweit zu den bedeutendsten kunsthistorischen Dokumentationszentren. Bis 2013 hieß es Rijksbureau voor Kunsthistorische Documentatie (RKD). Es befindet sich in Den Haag, Niederlande.

## Geschichte
Das RKD wurde 1932 mit einem Grundstock niederländischer Kunst aus dem Nachlass von Cornelis Hofstede de Groot unter dem Namen Rijksbureau voor Kunsthistorische en Ikonografische Documentatie eröffnet. Heutiger Kern des Bestandes bildet europäische Kunst vom Mittelalter bis zur Gegenwart. Er umfasst Malereien, Zeichnungen, Plastiken sowie Medienkunst und Design. Daneben gibt es ein umfangreiches Presse-, Foto- und Dokumentenarchiv.
Die Einrichtung betreibt eine Datenbank, in der mehr als 225.000 Einträge zu Künstlern sowie über 70.000 Einträge zu Kunstwerken abrufbar sind. Das Dokumentationszentrum gibt außerdem die niederländischsprachige Version des Art and Architecture Thesaurus heraus.
Das RKD wird seit dem 17. Juni 1993 von der Förderstiftung Hofstede de Groot Foundation unterstützt. Kunstgegenstände, die sich in Privatbesitz befinden, werden durch das RKD gegen Entgelt begutachtet.